# Råtjärnen (Kalls socken, Jämtland)
Råtjärnen är en sjö i Åre kommun i Jämtland och ingår i Indalsälvens huvudavrinningsområde.